# Сусуман (аэропорт)
Сусуман — аэропорт, введённый в строй в 1942 году (в то время известный как аэродром Берелёх) при организации воздушной трассы Алсиб, необходимой для перегона американских самолётов, поставлявшихся в СССР по договору ленд-лиза. Расположен около города Сусуман Магаданской области. Не функционировал с 1998 года, в 2012 году восстановлен, авиакомпания «Сила» совершает до четырёх рейсов в неделю в областной центр Магадан.

### Принимаемые типы ВС

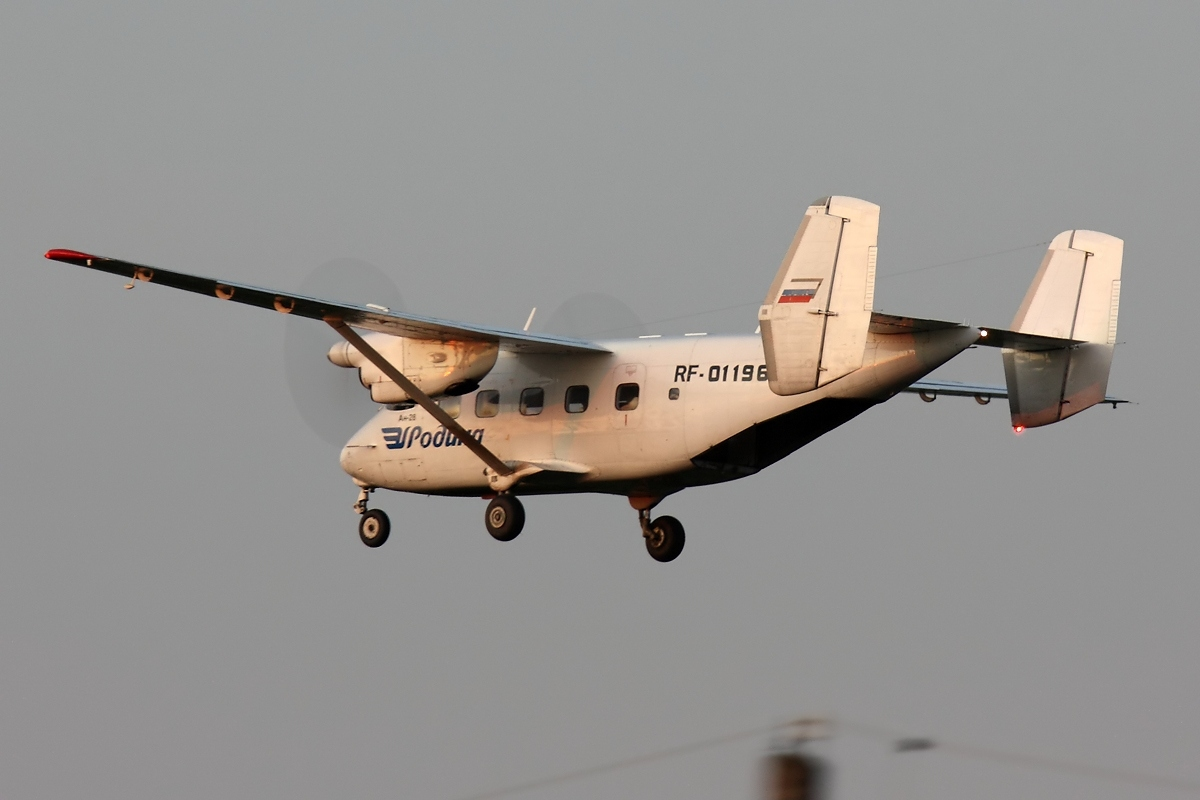
Ан-28

## Примечания

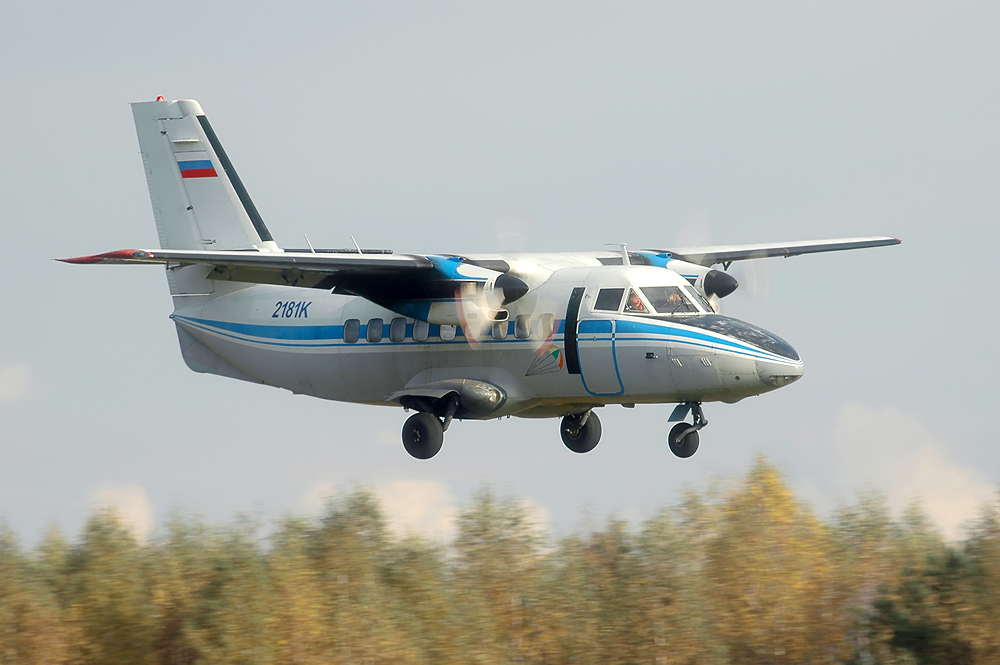
Let L-410 Turbolet